# IC 528
IC 528 је спирална галаксија у сазвјежђу Рак која се налази на листи објеката дубоког неба у Индекс каталогу.
Деклинација објекта је + 15° 47' 45" а ректасцензија 9h 9m 22,5s. Привидна величина (магнитуда) објекта IC 528 износи 14,1 а фотографска магнитуда 14,9. IC 528 је још познат и под ознакама UGC 4811, MCG 3-24-1, MK 1225, CGCG 91-8, HCG 36A, PGC 25783.